# Ikshvaku
Ikshvaku (Sanskrit इक्ष्वाकु Ikṣvāku;  Pali: Okkāka m.)  ist im Hinduismus ein mythischer König und Stammvater der Sonnendynastie. Er gilt als erster König von Ayodhya.

## Mythos
Ikshvaku ist der Sohn des Manu Vaivasvata  und somit Enkel des Sonnengottes Vivasvat. Von seiner Schwester Ida stammt die mythische Monddynastie ab.
Ikshvaku hatte hundert Söhne und sein ältester Sohn Vikukshi folgte ihm in der Herrschaft über Ayodhya. Dessen bekanntester Nachkomme ist Rama, ein Avatar des Gottes Vishnu.
Nimi, ein anderer Sohn von Ikshvaku, ist der mythische Begründer des Königshauses von Mithila, dem  König Janaka angehört. Dieser war der Vater von Ramas Frau Sita. Als Nimi in Abwesenheit des Weisen Vasishtha den Gautama (Rishi) bat, das Somaopfer zu vollziehen, wurde er von Vasishtha verflucht, körperlos zu werden. Nimi verfluchte den Vasishtha ebenfalls und beide verloren ihren Körper. Ein großes Opfer führte dazu, dass Nimi in die Augen aller Wesen einging und dort als Zwinkern weiterlebt.
Nach dem Mahavamsha stammt auch Siddhartha Gautama, der historische Buddha, von Ikshvaku (Okkaka) ab.